# Harambee (samenkomst)
Harambee (Nederlands: Samenkomst; "laten we samen komen") is een term uit het Swahili en een term die in Keniaanse traditie wordt gegeven voor onderlinge bijstand binnen een gemeenschap, zowel door middel van fondsenwerving als door middel van gemeenschapsactiviteiten. De moderne vorm van Harambee voorziet in zelfhulporganisaties in gemeenschappen (dorpen, nederzettingen) waarbij de bewoners geld dat gezamenlijk is opgebracht in een fonds wordt gestort dat wordt gebruikt voor het betalen van een voor een gemeenschappelijk welzijnsproject (school, buurthuis, winkel, kerk) of het lenigen van nood van een deelnemer aan het fonds. Rijke deelnemers aan een Harambee-fonds worden gestimuleerd om hoge bedragen te storten. Een voornaam lid van de gemeenschap beheert de kas. Bij grote projecten worden de bijdragen van rijke deelnemers aan een Harambee-project in de krant gepubliceerd.
Bij de onafhankelijkheid van Kenia in 1963 nam president Jomo Kenyatta Harambee als filosofisch concept voor het beleid van het land. Om dit te benadrukken fungeert de term Harambee als wapenspreuk op het Wapen van Kenia. In de beginjaren voorzag de overheid Harambee-projecten van een startkapitaal. Volgens Kenyatta zou Harambee niet alleen voor economische voorspoed  en zelfredzaamheid zorgen, maar ook zorgen voor een groot gevoel van saamhorigheid, zowel lokaal als nationaal. Kenyatta noemde het "African socialism in practice ('Afrikaans socialisme in de praktijk')". In hoeverre Harambee socialistisch kan worden genoemd staat ter discussie.
Harambee wordt verschillend beoordeeld: voorstanders menen dat het bij bijdraagt aan het financieren van zinvolle projecten, zoals de bouw van scholen, kerkgebouwen en coöperaties. Tegenstanders zijn echter van mening dat er door beheerders van de fondsen geld wordt verduisterd en dat het vooral in het verleden heeft geleid tot vriendjespolitiek: hoe meer geld een rijk persoon in een Harambee-project stak, hoe meer kans hij had om de politieke top te bereiken. Tegenwoordig mogen politieke ambtsdragers geen beheerders zijn van Harambee-fondsen.
President Daniel arap Moi, de opvolger van Kenyatta, bouwde voort op de Harambee-filosofie en verrijkte deze met het concept Nyayoisme.

## Trivia
- Het nationale voetbalelftal van Kenia heeft als bijnaam de Harambee Stars.